# Никобарская белозубка
Никобарская белозубка (Crocidura nicobarica) — вид млекопитающих рода Белозубки семейства Землеройковые. Эндемик Никобарских островов (Greater Nicobar Island, Индия). Ночной вид, встречаются во влажных тропических лесах на высотах до 100 м. В 1975 году этот вид был зафиксирован на территории от Национального парка Campbell Bay National Park до реки Galathea River, но недавнее исследование (1984) повторно их там не обнаружило. Как исчезающий вид включен в «Международную Красную книгу» (англ. IUCN Red List of Threatened Animals) МСОП.